# Tanah Lein
Tanah Lein is een bestuurslaag in het regentschap Flores Timur van de provincie Oost-Nusa Tenggara, Indonesië. Tanah Lein telt 851 inwoners (volkstelling 2010).